# 48-й истребительный авиационный полк
48-й истребительный авиационный полк (48-й иап) — воинская часть Военно-воздушных сил (ВВС) Вооружённых Сил РККА, затем ВВС СССР, принимавшая участие в боевых действиях Советско-японского конфликта у озера Хасан и на Халхин-Голе, в Советско-японской войнах.

## Наименования полка
За весь период своего существования полк несколько раз менял своё наименование:
- 48-й истребительный авиационный полк;
- 311-й истребительный авиационный полк (28.06.1946 г.);
- 311-й истребительный авиационный полк ПВО (01.11.1948 г.);
- Войсковая часть (Полевая почта) 65215.

## Создание полка
48-й истребительный авиационный полк сформирован в период 27 июня 1938 года в Особой Краснознамённой Дальневосточной армии на аэродроме города Лесозаводск Приморского края на основе 31-й и 20-й истребительных эскадрилий (две аэ на самолётах И-16, две аэ — на И-15бис) со включением в состав 61-й истребительной авиационной бригады ВВС ОКДВА.
| И-15 бис | И-153 | И-16 |

## Переименование полка
- 48-й истребительный авиационный полк 28 июня 1946 года переименован в 311-й истребительный авиационный полк;
- 311-й истребительный авиационный полк в ноябре 1948 года после передачи из ВВС в войска ПВО был переименован в 311-й истребительный авиационный полк ПВО.

## Расформирование
311-й истребительный авиационный полк ПВО в результате проводимой реформы Вооружённых сил 21 июня 1962 года был расформирован в составе 8-го корпуса ПВО на аэродроме Хурба.

## В действующей армии
В составе действующей армии:
- с 9 августа 1945 года по 3 сентября 1945 года

## Командиры полка
- капитан, майор Федоренко, Георгий Семёнович[2], 11.1939 — 12.1940
- капитан, майор Долбышев, Михаил Дмитриевич[3], 01.1941 — 04.1943
- капитан, майор Мельников Константин Сергеевич[4], 20.09.1944 — 31.12.1945

## В составе соединений и объединений
| Период        | Фронт (округ)                                | армия                     | корпус                                     | дивизия                                      | примечание                                                                                                  |
| ------------- | -------------------------------------------- | ------------------------- | ------------------------------------------ | -------------------------------------------- | --- |
| 27.06.1938 г. | Особая Краснознамённая Дальневосточная армия | ВВС армии                 |                                            | 61-я истребительная авиационная бригада      | Лесозаводск, И-15бис и И-16                                                                                 |
| 29.07.1938 г. | Дальневосточный фронт                        | 1-я Краснознамённая армия | ВВС 1-й армии                              | 61-я истребительная авиационная бригада      | участие в советско-японском конфликте у озера Хасан, И-15бис и И-16                                         |
| 11.08.1938 г. | Дальневосточный фронт                        | 1-я Краснознамённая армия | ВВС 1-й армии                              | 61-я истребительная авиационная бригада      | И-15бис и И-16                                                                                              |
| 01.08.1939 г. | Дальневосточный фронт                        | 1-я армейская группа      | ВВС 1-й армейской группы                   |                                              | И-15бис и И-16, 2-я аэ (к-н Долбышев) убыла на Халхин-Гол                                                   |
| 20.08.1939 г. | Дальневосточный фронт                        | 1-я армейская группа      | ВВС 1-й армейской группы                   | 56-й истребительный авиационный полк         | И-15бис и И-16, составом 2-й аэ (к-н Долбышев) участие в боевых действиях                                   |
| 10.10.1939 г. | Дальневосточный фронт                        | 1-я Краснознамённая армия | ВВС 1-й армии                              | 61-я истребительная авиационная бригада      | 2-я аэ (к-н Долбышев) вернулась в полк                                                                      |
| 01.11.1939 г. | Дальневосточный фронт                        | 1-я Краснознамённая армия | ВВС 1-й армии                              | 61-я истребительная авиационная бригада      | 3-я и 4-я аэ перевооружены на И-153                                                                         |
| 30.07.1940 г. | Дальневосточный фронт                        | 1-я Краснознамённая армия | ВВС 1-й армии                              | 32-я смешанная авиационная дивизия           | И-15бис, И-16, И-153                                                                                        |
| 19.07.1941 г. | Дальневосточный фронт                        | 1-я Краснознамённая армия | ВВС 1-й армии                              | 79-я смешанная авиационная дивизия           | И-15бис, И-16, И-153                                                                                        |
| 05.09.1941 г. | Дальневосточный фронт                        | 1-я Краснознамённая армия | ВВС 1-й армии                              | 79-я смешанная авиационная дивизия           | переформирован по штату 015/134                                                                             |
| 25.03.1942 г. | Дальневосточный фронт                        | 35-я армия                | ВВС 35-й армии                             |                                              | И-15бис, И-16, И-153                                                                                        |
| 06.08.1942 г. | Дальневосточный фронт                        | ВВС фронта                |                                            | 250-я истребительная авиационная дивизия     | И-15бис, И-16, И-153                                                                                        |
| 15.08.1942 г. | Дальневосточный фронт                        | 9-я воздушная армия       |                                            | 250-я истребительная авиационная дивизия     | И-15бис, И-16, И-153                                                                                        |
| 27.11.1942 г. | Дальневосточный фронт                        | 9-я воздушная армия       |                                            | 250-я истребительная авиационная дивизия     | лётный состав (32 человека) во главе с командиром полка убыл на фронт (вошли в 43-й иап 278-й иад 3-го иак) |
| 01.12.1942 г. | Дальневосточный фронт                        | 9-я воздушная армия       |                                            | 250-я истребительная авиационная дивизия     | переформирован по штату 015/284                                                                             |
| 18.05.1944 г. | Дальневосточный фронт                        | 9-я воздушная армия       |                                            | 250-я истребительная авиационная дивизия     | получил 5 Як-9, лётный состав приступил к их освоению                                                       |
| 01.10.1944 г. | Дальневосточный фронт                        | 9-я воздушная армия       |                                            | 250-я истребительная авиационная дивизия     | переформирован по штату 015/364                                                                             |
| 19.03.1945 г. | Приморская группа войск                      | 9-я воздушная армия       |                                            | 250-я истребительная авиационная дивизия     | Як-9 |
| 05.08.1945 г. | 1-й Дальневосточный фронт                    | 9-я воздушная армия       |                                            | 250-я истребительная авиационная дивизия     | Як-9 |
| 08.08.1945 г. | 1-й Дальневосточный фронт                    | 9-я воздушная армия       |                                            | 250-я истребительная авиационная дивизия     | имел в боевом составе 50 Як-9                                                                               |
| 09.08.1945 г. | 1-й Дальневосточный фронт                    | 9-я воздушная армия       |                                            | 250-я истребительная авиационная дивизия     | принимал участие в Советско-японской войне на Як-9                                                          |
| 03.09.1945 г. | 1-й Дальневосточный фронт                    | 9-я воздушная армия       |                                            | 250-я истребительная авиационная дивизия     | Як-9 |
| 10.09.1945 г. | Забайкальско-Амурский военный округ          | 9-я воздушная армия       |                                            | 250-я истребительная авиационная дивизия     | Як-9 |
| 28.06.1946 г. | Забайкальско-Амурский военный округ          | 9-я воздушная армия       |                                            | 250-я истребительная авиационная дивизия     | переименован в 311-й иап                                                                                    |
| 01.08.1946 г. | Забайкальско-Амурский военный округ          | ВВС округа                | 12-й смешанный авиационный корпус          | 250-я истребительная авиационная дивизия     | |
| 01.10.1948 г. | ПВО страны                                   |                           | 1-й истребительный авиационный корпус ПВО  | 250-я истребительная авиационная дивизия ПВО | |
| 10.01.1949 г. | ПВО страны                                   |                           | 50-й истребительный авиационный корпус ПВО | 168-я истребительная авиационная дивизия ПВО | |
| 01.12.1954 г. | ПВО страны                                   | Амурская армия ПВО        |                                            | 168-я истребительная авиационная дивизия ПВО | |
| 01.04.1957 г. | ПВО страны                                   |                           | Комсомольский корпус ПВО                   | 168-я истребительная авиационная дивизия ПВО | |
| 01.04.1960 г. | ПВО страны                                   |                           | 8-й корпус ПВО                             | 168-я истребительная авиационная дивизия ПВО | |
| 01.08.1960 г. | ПВО страны                                   |                           | 8-й корпус ПВО                             |                                              | |
| 21.06.1962 г. | ПВО страны                                   |                           | 8-й корпус ПВО                             |                                              | расформирован                                                                                               |

## Участие в операциях и битвах
- Бои у озера Хасан
- Бои на Халхин-Голе
- Советско-японская война
  - Маньчжурская операция — с 9 августа 1945 года по 2 сентября 1945 года.
    - Харбино-Гиринская наступательная операция — с 9 августа 1945 года по 2 сентября 1945 года.

| Як-7УТ | Як-9УМ | Як-7 |

## Благодарности Верховного Главнокомандующего
Верховным Главнокомандующим лётчикам полка в составе 250-й иад объявлена благодарность за отличные боевые действия в боях с японцами на Дальнем Востоке

## Отличившиеся воины
- Давидков, Виктор Иосифович, лётчик полка в период Советско-японского конфликта на озере Хасан, 6 июня 1942 года удостоен звания Герой Советского Союза. Золотая Звезда № 850
- Зимин, Георгий Васильевич, лётчик полка в период Советско-японского конфликта на озере Хасан, 28 сентября 1943 года удостоен звания Герой Советского Союза. Золотая Звезда № 1130
- Панкратов, Сергей Степанович, лётчик полка в период Советско-японского конфликта на озере Хасан, 2 августа 1944 года удостоен звания Герой Советского Союза. Золотая Звезда № 3991
- Пилютов, Пётр Андреевич, лётчик полка в период Советско-японского конфликта на озере Хасан, 10 февраля 1943 года удостоен звания Герой Советского Союза. Золотая Звезда № 885
- Сигов, Дмитрий Иванович, лётчик полка в период Советско-японского конфликта на озере Хасан, 13 декабря 1942 года удостоен звания Герой Советского Союза. Посмертно.

## Итоги боевой деятельности полка
За период участия в Советско-японском конфликте у озера Хасан:
| Выполнено боевых вылетов (29.07.1938 — 11.08.1938) | Сбито самолётов в воздухе | Потеряно самолётов, всего | Погибло лётчиков всего |
| -------------------------------------------------- | ------------------------- | ------------------------- | ---------------------- |
| 219                                                | 0                         | 0                         | 0                      |

За период участия в Советско-японском вооружённом конфликте на реке Халхин-Гол:
| Общий налёт | Проведено воздушных боёв | Сбито самолётов в воздухе         | Свои потери (боевые) |
| ----------- | ------------------------ | --------------------------------- | -------------------- |
| 914 часов   | 18 (групповых)           | 41 (26 индивидуально, 15 группой) | нет                  |

Всего за годы Советско-японской войны полком:
| Выполнено боевых вылетов | Сбито самолётов в воздухе | Уничтожено самолётов всего |
| ------------------------ | ------------------------- | -------------------------- |
| 78                       | 0                         | 0                          |

Свои потери:
| Потеряно самолётов (боевые) | Погибло лётчиков (боевые) |
| --------------------------- | ------------------------- |
| 1                           | 1                         |

| МиГ-17 | МиГ-15 | МиГ-17 |

## Самолёты на вооружении
| Период      | Самолёты |
| ----------- | -------- |
| 1938 — 1944 | И-15бис  |
| 1938 — 1944 | И-16     |
| 1940 — 1943 | И-153    |
| 1944 — 1952 | Як-9     |
| 1952 — 1955 | МиГ-15   |
| 1955 — 1961 | МиГ-17   |
| 1961 — 1962 | Су-9     |

## Базирование
| Период            | Место базирования             |
| ----------------- | ----------------------------- |
| 11.1939 — 12.1940 | Лесозаводск, Приморский край  |
| 09.1945 — 06.1946 | Большой, Хабаровский край     |
| 06.1946 — 11.1948 | Кайсю (Хэчжу), Северная Корея |
| 11.1948 — 06.1962 | Хурба, Хабаровский край       |